# دوري المقاطعات الشمالي الغربي 1992–93
دوري المقاطعات الشمالي الغربي 1992–93 هو موسم من دوري المقاطعات الشمالي الغربي. فاز فيه أثرتون لابورنوم روفرز ‏.